# 近視のサエ子
近視のサエ子（きんしのサエこ）は、某メジャー週刊少年誌編集部で広告プランナー・クリエイティブディレクターを勤める一方で、音楽・写真・映像をメインとした活動をするマルチアーティスト。

## 来歴
2017年より活動開始。

2022年5月にポセイドン・石川とのコラボ作品「女、深夜の麺屋にて」をきっかけに活動本格化。同年6月に発表したAATAとのコラボ『あなたが課金しないなら』がSpotify人気プレイリスト“New Music Wednesday” に入るなど、他にも様々なプレイリストにイン。

2022年10月より首都圏FMJ-WAVEの夕方ワイド番組GRAND MARQUEE火曜日レギュラーに就任。リスナーから “酒飲みキャラ” として「飲酒のサエ子」と呼ばれて親しまれている。

2023年5月より“週刊Nobbyタイムズ”公式スピンオフpodcastにて木曜日の”エンタメPLUS!”ゲストパーソナリティを担当。Apple podcast ranking 総合14位、カテゴリー2位を記録。

また、映像作家としては2023年に発表した「納豆ファンク」および、フェイク予告編付きショートムービー「次回、納豆ファンク『叫んで、お豆!』」がインディーズ映画祭・海外コンペで複数ノミネート中。

## メディア出演

### Radio & Podcast
＜J-WAVE＞平日ワイド番組「GRAND MARQUEE」火曜レギュラー出演中（2022.10月〜）

＜Podcasts＞「週刊NobbyタイムズPLUS!」木曜日レギュラー出演中（2023.5月〜）

＜Fm yokohama＞Voice Media Talk～ 話して繋がるソーシャルレディオ～「令和シティ・ポップ リマインド」（22.12.20）

＜ZIP-FM＞平日ワイド番組「BEATNIK JUNCTION」Soundnova（22.12.08）

＜J-WAVE＞夕方新ワイド番組『GRAND MARQUEE』ゲスト（22.11.08）
USEN MUSIC TANK セレクション 「女、深夜の麺屋にて」ヘビロテ選出（22.08）

＜西宮さくらFM＞「cafe@さくら通り」ゲスト（22.07.28）

＜西宮さくらFM＞「cafe@さくら通り」ゲスト（22.07.28）

＜西宮さくらFM＞「マキコの知らない世界」ゲスト（22.06.23）

＜FM大分＞OITA MUSIC HOUR コメント出演 （22.06.15）

＜西宮さくらFM＞ SAKURA SUPER SONG 「女、深夜の麺屋にて」（22.06）

音楽バラエティ番組DJ Nobby's Tokyo LIVE!! ポセイドン・石川氏とゲスト（22.06）

＜FM北海道AIR-G＞「EZO CLUB RADIO」ゲスト（22.12.20）

Jcastトレンド「作リエ」第11回 ゲスト（22.12.07）

音楽バラエティ番組 DJ Nobby's Tokyo LIVE!! ゲスト（20.07）

＜西宮さくらFM＞ SAKURA SUPER SONG 「近づかんとって」（20.06）

音楽バラエティ番組 DJ Nobby's Tokyo LIVE!! ゲスト（18.08）

＜西宮さくらFM＞ SAKURA SUPER SONG 「ひとり踊る夜に」（18.07）

＜西宮さくらFM＞ SAKURA SUPER SONG 「めがねめがね」（17.07）

### WEB MEDIA
＜Barks＞単独ロングインタビュー掲載（近視のサエ子、「ゴールは死ぬまで何かを創り続けること。それができたら幸せ」）

＜Jcast＞「作リエ」第11回 山下諒さんトークセッション（「彼氏が自分の友人と浮気」すら笑う「大人の女ミュージシャン」感情の奥底）

＜STORYWRITER＞マキエマキさんと対談掲載（マキエマキと近視のサエ子が語る「酸いも甘いも嚙み分けた女性がアートを始める理由」）

＜オリコンニュース＞ヤジマXさんと対談掲載（ヤジマXと近視のサエ子が対談! 方向性の違い、コロナ禍…苦労のバンド活動経て輝く今）

＜Jcast＞週末音楽家CHEEBOWさんと対談（アーティストの平日は別の顔　週末に変身する「兼業音楽家」）

### AWARD etc
「ダブルソウル」が公益社団法人 日本広告写真家協会 APA Award 2019東京都写真美術館展示に選出（2019）

「ダブルソウル」年鑑日本の広告写真 (2019）

「女、深夜の麺屋にて」 INTERNATIONAL COLOR AWARDS "PROFESSIONAL FASHION" ノミネート（22）

「あなたが課金しないなら」 AIりんな「lute selection」 選出（22）

＜声出演 & 楽曲提供＞マーダーミステリーイベント『Ｍｉｘａ　×　Ｍｕｒｄｅｒ　Ｍｙｓｔｅｒｙ　～ニッポン放送殺人事件～』(23)